# SN 2003hv
SN 2003hv – supernowa typu Ia odkryta 9 września 2003 roku w galaktyce NGC 1201. Jej maksymalna jasność wynosiła 12,45m.